# Charles Edward Perugini

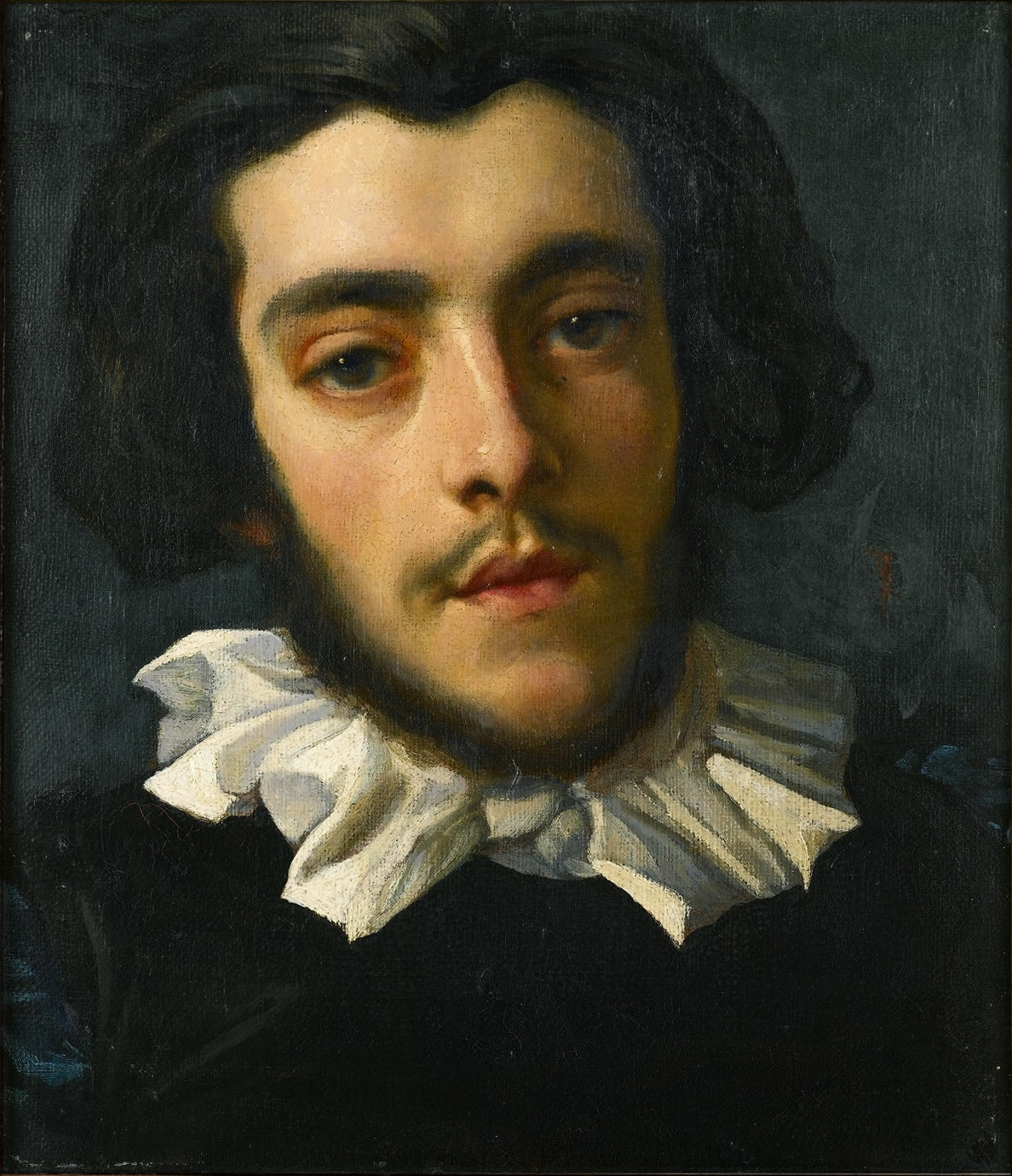
Ritratto di Charles Edward Perugini dipinto da Frederic Leighton nel 1855

Charles Edward Perugini, alla nascita Carlo Perugini (Napoli, 1º settembre 1839 – Londra, 22 dicembre 1918), è stato un pittore inglese, ritrattista dell'epoca vittoriana.

## Biografia
Trasferitosi in Inghilterra all'età di sei anni, comunque si formò artisticamente in Italia, allievo di Giuseppe Bonolis e di Giuseppe Mancinelli, e a Parigi di Ary Scheffer. Nel 1863 tornò in Inghilterra nello studio di Frederic Leighton dedicandosi alla ritrattistica, donne e bambini principalmente. Nel 1874 sposò la figlia di Charles Dickens, Kate, anch'essa pittrice.

## Galleria d'immagini

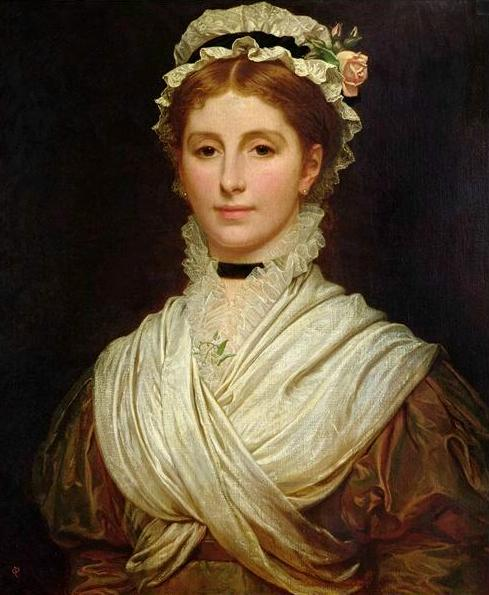
Ritratto della moglie Kate
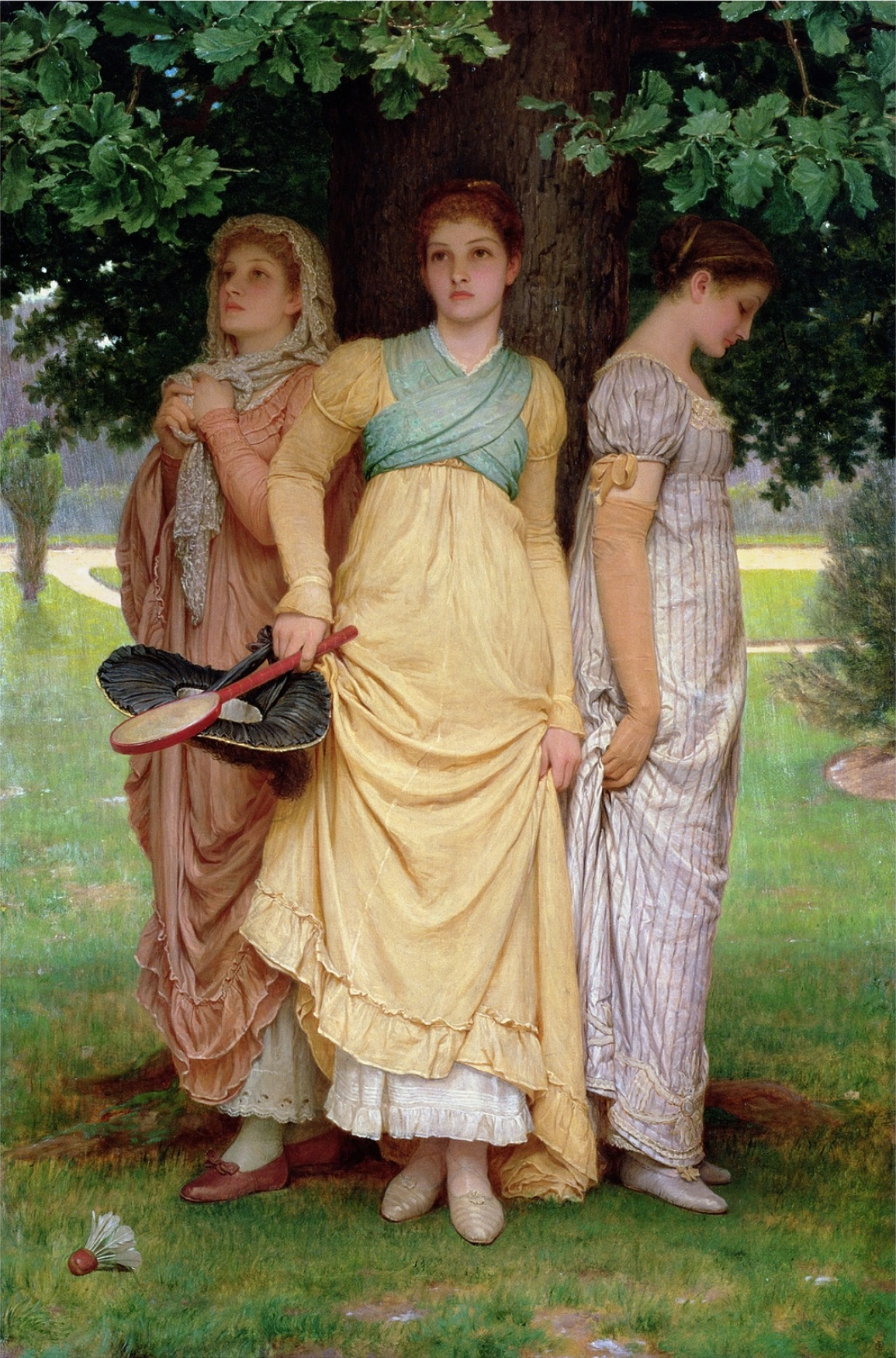
A Summer Shower